# Phlegra carinata
Phlegra carinata är en spindelart som först beskrevs av Butt, Beg 2000.  Phlegra carinata ingår i släktet Phlegra och familjen hoppspindlar. Inga underarter finns listade i Catalogue of Life.